# Navigator (film)
Navigator (Flight of the Navigator) è un film di fantascienza del 1986, prodotto dalla Disney e diretto da Randal Kleiser, in cui un ragazzino viene rapito a scopo di analisi scientifiche da un'astronave extraterrestre, portato sul pianeta Phaelon e successivamente riportato indietro sulla Terra, il tutto nel giro di poche ore. Tuttavia, per effetto del cosiddetto paradosso dei gemelli (una delle implicazioni della teoria della relatività di Albert Einstein), il ragazzino manca dalla Terra per ben 8 anni.

## Trama
Fort Lauderdale, 4 luglio 1978. Il dodicenne David Scott Freeman, mentre rincorre il suo fratellino in un bosco, scivola in un anfratto e sviene. Dopo essersi ripreso, David corre subito a casa, ma scopre con immenso stupore che casa sua è ora abitata da persone a lui sconosciute. Avvisa la polizia e scopre che i suoi genitori, che nel frattempo si erano trasferiti, ne avevano denunciato la scomparsa 8 anni prima. David infatti scopre di non essere più nel 1978 ma nel 1986, ma il suo aspetto è rimasto inspiegabilmente quello di un ragazzino in età pre-adolescenziale.
Nel frattempo, poco lontano la NASA trova un'astronave schiantatasi contro un palo della luce e la nasconde in un hangar per studiarla. Durante un test encefalografico effettuato su David, il cervello di quest'ultimo inizia a comunicare in modo inconscio con il computer che effettua l'esame, mostrando progetti di costruzione dell'astronave trovata dalla NASA. A causa di questa interessante coincidenza, David viene "ospitato" dalla NASA a scopo di ricerca.
Durante il primo esame, effettuato interfacciandosi direttamente al cervello di David, si apprende che il ragazzo è stato trasportato a velocità prossima a quella della luce sul pianeta Phaelon per essere analizzato da alieni, e riportato indietro alla medesima velocità. La teoria della relatività spiega come, sebbene il suo viaggio sia durato poche ore dal suo punto di vista, sulla Terra siano passati 8 anni. La mente di David fornisce anche una dettagliata mappa del sistema stellare in questione.
Dopo pochi giorni, seguendo un misterioso richiamo telepatico, David riesce a eludere la sorveglianza e a penetrare nell'hangar dove è custodita la nave spaziale. Parlando con la navetta, dotata di un'austera intelligenza artificiale, il ragazzino scopre di essere stato chiamato in quanto, proprio a seguito dell'incidente avvenuto subito dopo averlo rilasciato, nel quale la navetta ha urtato il traliccio dell'alta tensione, la memoria di bordo è stata parzialmente danneggiata, perdendo i dati di navigazione e le mappe stellari ivi contenute, e la nave necessita dunque delle informazioni "caricate" a scopo di esperimento nel cervello di David durante il breve soggiorno su Phaelon. Il ragazzo è quindi a tutti gli effetti il "navigatore", l'unico che può consentire alla nave aliena di tornare sul suo pianeta.
A questo punto il personale della NASA si accorge della violazione nell'hangar ospitante la nave, e lo occupa militarmente. A seguito di un comando diretto di David, la navetta evade facilmente dall'hangar ove era imprigionata e si allontana dalla base. Iniziano quindi una serie di avventure itineranti in stile "road trip" all'americana, finalizzate al ritorno di David a casa sua a Fort Lauderdale, in Florida. Durante il viaggio, la nave spaziale Trimaxion (ribattezzata Max) estrae le mappe spaziali dal cervello di David e con esse tratti caratteristici della di lui personalità, che portano la macchina ad assumere un atteggiamento nettamente più umano e, per molti versi, decisamente infantile e capriccioso. Max spiega a David con sarcasmo di essersi scontrato col palo della luce mentre osservava delle margherite. Il ragazzo inoltre può osservare da vicino le altre forme di vita aliene prelevate per motivi di studio, in particolare fa amicizia con un piccolo "diavoletto marino" destinato a non poter più tornare a casa in quanto il suo pianeta d'origine è stato nel frattempo distrutto da un meteorite. Max dice che in genere, terminati gli studi, effettua una manovra di salto spazio-temporale per riportare i campioni esattamente nel luogo e nel momento in cui sono stati prelevati, in modo che non si accorgano di nulla, ma che non si fida a farlo con gli esseri umani in quanto la loro fragile struttura corporea potrebbe non sopravvivere alla manovra e disintegrarsi.
Potendo l'astronave spostarsi a qualsivoglia velocità, e dato che David non sa orientarsi, il duo finisce per circumnavigare la Terra, arrivando a sorvolare Tokyo, per poi rientrare in suolo statunitense attraverso la California. Durante il viaggio David chiede informazioni a dei ragazzi di passaggio, compra una cartina stradale e riesce a contattare il fratello Jeff da una cabina telefonica, avvisandolo del suo imminente arrivo, ed egli riesce a guidarlo quando giunge sopra Fort Lauderdale quando è ormai notte, sparando dei fuochi d'artificio dal tetto. Giunti a casa di David, trovano però ad attenderlo la NASA accompagnata dall'esercito. Improvvisamente David capisce che, in quel continuum spazio-temporale, la sua esistenza è rovinata, essendo destinato a una vita da cavia di laboratorio. Con una frase molto eloquente ("quella è sì la mia famiglia, ma non è la mia casa: la mia casa è rimasta nel 1978"), David risale sulla nave spaziale e chiede a Max (la navetta) se può portarlo indietro nel tempo sino alla sera in cui fu prelevato. Max afferma che è possibile, ma gli ricorda che è estremamente rischioso. David decide di correre il rischio e, dopo il viaggio effettuato probabilmente a velocità superluminale, il ragazzo si ritrova nel medesimo fosso dove era caduto inseguendo il fratello. Correndo a casa, scopre di essere tornato nel 1978 e di aver ripreso la sua vita esattamente come l'aveva lasciata.
Nell'ultima sequenza, mentre la famiglia parte per una gita in barca per i festeggiamenti del 4 luglio, David vede (e sente) Max mentre sfreccia tra i fuochi d'artificio nel cielo stellato sopra di lui, mentre dal suo zaino fa capolino il diavoletto marino che aveva nascosto e portato con sè.

## Produzione
La scena iniziale con la gara dei cani è girata proprio all'Ashley Whippet Invitational World Championship, il campionato mondiale di frisbee per cani.
Nel cast appare anche una giovane Sarah Jessica Parker, nel ruolo di Carolyn McAdams, inserviente nella base della NASA in cui viene ospitato David.
La colonna sonora è composta da Alan Silvestri.